# Walk on Water

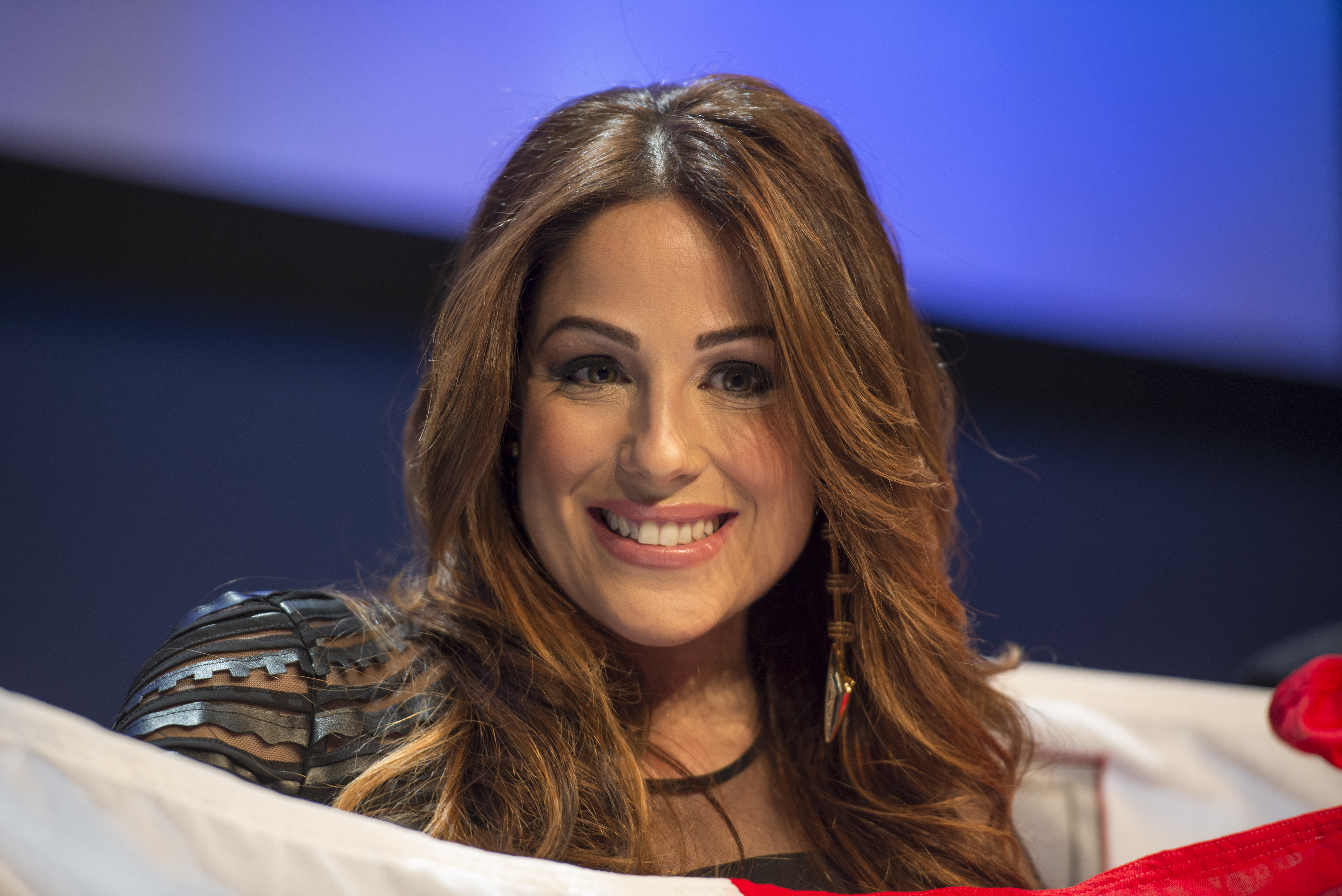
Ira Losco 2016

Walk on Water är en låt framförd av sångerskan Ira Losco.
Låten är Maltas bidrag till Eurovision Song Contest 2016 i Stockholm. Den framfördes i den första semifinalen i Globen den 10 maj 2016.

## Komposition och utgivning
Låten är skriven av Ira Losco själv i samarbete med Molly Pettersson Hammar, Lisa Desmond, Tim Larsson och Tobias Lundgren.
En officiell musikvideo till låten släpptes den 17 mars 2016.